# Hadena xanthocyanea
Hadena xanthocyanea là một loài bướm đêm trong họ Noctuidae.